# Saga (Band)
Saga (eigene Schreibweise SAGA) ist eine kanadische Rockband, die vor allem in Deutschland, Schweden und Puerto Rico erfolgreich ist. Die Gruppe gehört zu den Hauptvertretern des Neo-Prog, ihr Stil ist angelehnt an den Progressive Rock der 1970er Jahre.

## Geschichte

### Wurzeln und Gründung
Die Wurzeln der Band gehen zurück in die Mitte der 1970er Jahre nach Toronto. Jim Crichton (* 26. Februar 1953) und Michael Sadler (* 5. Juli 1954) spielten in einer Progressive-Rock-Band namens Truck, die Jim Crichton nach einem Angebot der Band Fludd verließ. Dort traf er den Schlagzeuger Steve Negus (* 19. Februar 1952) (Fullerton Dam, Shelter und Bananas) und Sagas ersten Keyboardspieler Peter Rochon. Aufgrund der schweren Erkrankung des Mitbegründers Brian Pilling löste sich Fludd im Frühjahr 1977 auf.
Crichton schrieb bereits an eigenen Stücken und legte damit den Grundstein für Saga. Er bat Michael Sadler, einige dieser Songs für ihn einzusingen. Es entstanden etwa 20 Stücke aus der Feder von Crichton und Sadler, darunter spätere Hits wie Humble Stance und How Long. Sie holten Steve Negus, Peter Rochon, beide von Fludd, und Jims Bruder Ian Crichton (* 3. August 1956) hinzu, der zu dieser Zeit in einer Led-Zeppelin-Cover-Band spielte. Anfang 1977 entstand so die Band Pockets, die ein Demoband mit 25 Stücken aufnahm. Der erste öffentliche Auftritt fand am 13. Juni 1977 in der Tudors Tavern in Cambridge vor etwa 40 Zuschauern statt.
Während der Arbeit am Debütalbum legte die Band sich einen anderen Namen zu, da es bereits eine US-amerikanische Band namens Pockets gab. Jim Crichton war gerade dabei, die groben Umrisse der Chapters zu schreiben, eine ursprünglich auf acht Kapitel geplante Geschichte, verteilt auf vier Alben. Davon ließ er sich zu dem Namen Saga inspirieren. Auf der Suche nach einer Möglichkeit zur Aufnahme weiterer Demos trafen die Bandmitglieder auf Paul Gross (jetzt Metalworks Studios, Mississauga), den damaligen Miteigentümer der Phase One Studios in Toronto. Gross produzierte und finanzierte die ersten drei Alben für Saga und nahm sie auch auf. Sagas Manager Clive Corcoran (Corcoran Busic Management, CBM) trat in Verhandlung mit PolyGram Canada. Saga erhielt einen Vertrag und PolyGram veröffentlichte im Juni 1978 das Debütalbum Saga.
Aufgrund des seinerzeit schwachen kanadischen Dollars und der relativ niedrigen Preise für kanadische Pressungen gelangten viele Alben über europäische Importeure nach Europa. 1978 kamen so 10.000 Exemplare des Albums Saga nach Deutschland. Die Resonanz war außerordentlich, ebenso in Schweden und den Niederlanden. Durch Polydor Europa wurden über 35.000 weitere Kopien verkauft. Da PolyGram Canada Ende 1978 das Hauptaugenmerk auf Veröffentlichungen wie den Soundtrack von Saturday Night Fever legte, stand Saga in Kanada in Konkurrenz zur Chartmusik und ihre Musik wurde nur in progressiv orientierten Radiosendern gespielt.
Während der Aufnahmen zum zweiten Album Images at Twilight verließ Peter Rochon die Band und wurde im Dezember 1978 durch Greg Chadd ersetzt. Er führte auf diesem Album den Vocoder (See Them Smile) ein. Doch auch die Zusammenarbeit mit Chadd war nicht von langer Dauer. Er nahm im August 1979 aus persönlichen Gründen seinen Abschied. Im Dezember 1979 erhielt Jim Gilmour (* 25. Februar 1958) den Platz an den Keyboards.

### Die 1980er Jahre

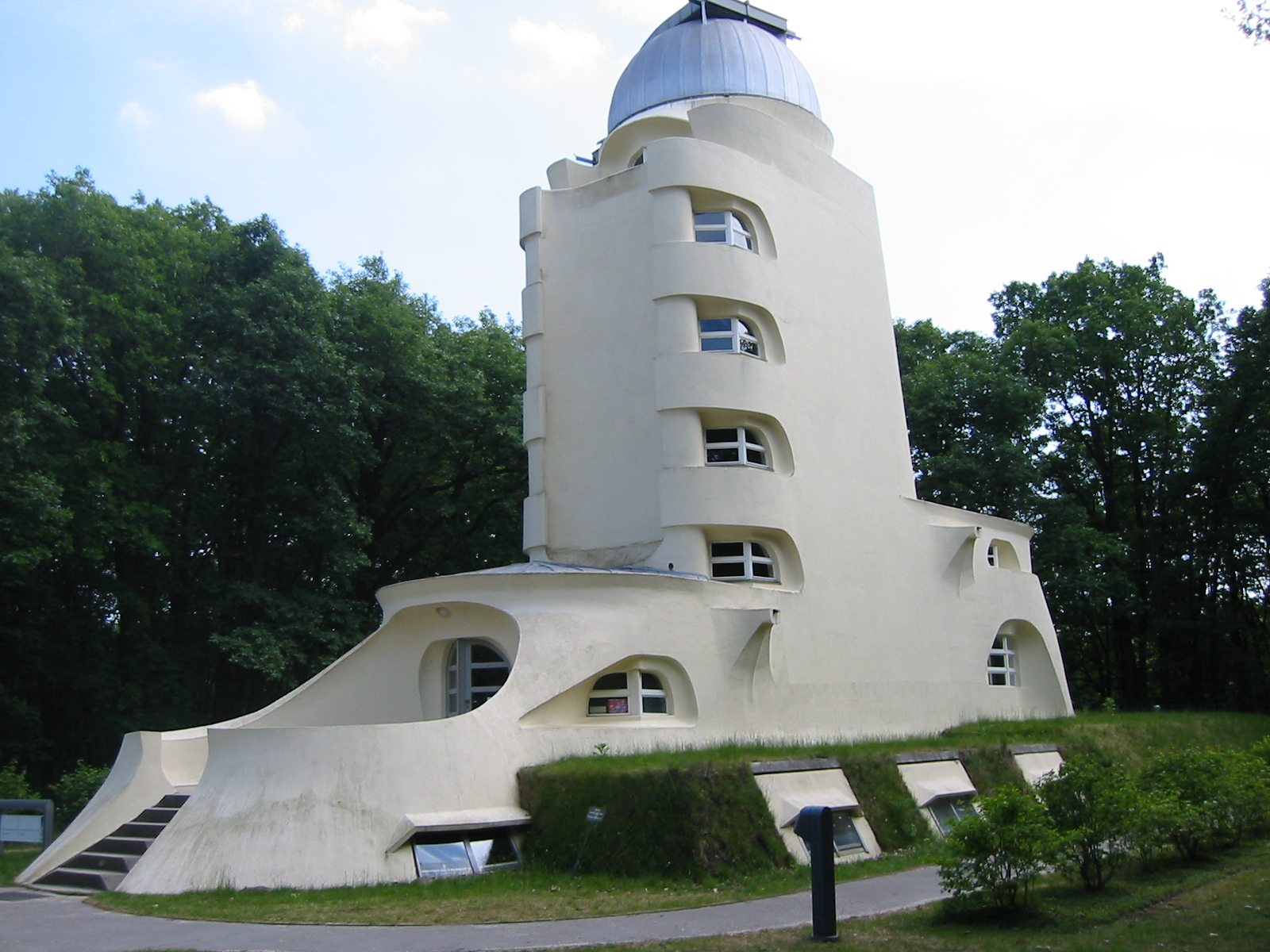
Der Einsteinturm auf dem Telegrafenberg in Potsdam gibt die Vorlage zum Cover des Albums Silent Knight

Kurz vor Erscheinen des dritten Albums Silent Knight ging Saga als Vorgruppe von Styx erstmals auf Europatour und wurden vom Publikum ebenso gut angenommen wie der Headliner. Das erste Konzert in Deutschland fand am 5. Juni 1980 in der Hemmerleinhalle in Neunkirchen am Brand statt. Dieser erfolgreichen Tour folgt im Januar 1981 eine Show in Puerto Rico vor 15.000 Zuschauern. Es folgen weitere Europatermine, während in Kanada das Interesse an Saga abnahm. Die Band entschied sich, das nächste Album in England mit Rupert Hine als Produzenten aufzunehmen. Man mietete die Lavender Lodge in Maidenhead. Die Bandmanager Clive Corcoran und Carl Leighton-Pope eröffneten ein Londoner Büro, und die Aufnahmen zu Worlds Apart begannen in den Farmyard Studios in Buckinghamshire. Zudem wurde das Plattenlabel Bonaire Records gegründet, während Maze Records sich weiterhin um die Veröffentlichungen in Kanada kümmerte.
Die Zusammenarbeit mit Rupert Hine brachte eine deutliche Veränderung im Sound. Die Songs wurden kompakter und knackiger. Das vielleicht deutlichste Element des neuen, frischen Saga-Sounds war das elektronische Schlagzeug, das Steve Negus zusammen mit Simmons entwickelt hatte, genannt Simmons Electronic Drums. Nachdem er bereits 1977 als erster Schlagzeuger die Moog-Drums einsetzte, kreierte Negus wiederum einen neuen Sound. Nach Veröffentlichung des vierten Studioalbums Worlds Apart nahm der Erfolg weiter zu. Eine Einladung nach Deutschland zur Aufzeichnung von Rockpop in Concert (mit Foreigner, Meat Loaf und Spliff) in der Dortmunder Westfalenhalle am 19. Dezember 1981 vor 15.000 Zuschauern machte Saga einem noch breiteren Publikum bekannt. Die Sendung wurde von etwa 27 Millionen Fernsehzuschauern gesehen, die unter anderem die Weltpremiere des Schlagzeugduells A Brief Case zwischen Steve Negus und Michael Sadler mitverfolgten. Sadler spielte dabei auf einem elektronischen Schlagzeug, das in einen Aktenkoffer eingebaut war.
1982 gewann Saga verschiedene Preise und erhielt Goldene Schallplatten in Kanada und Deutschland. Nach Erscheinen des Albums in Nordamerika folgte eine ausgedehnte US-Tour als Vorband für Pat Benatar, Billy Squier und Jethro Tull. 1983 folgte die Goldene Schallplatte für Worlds Apart in den USA. Worlds Apart ist bis heute das kommerziell erfolgreichste Album der Band. Sagas erstes Live-Album In Transit wurde im Februar 1982 in München und Kopenhagen aufgenommen. Die mobile digitale 32-Spur-Aufnahme wurde von Dieter Dierks (Dierks Studios) gemacht. Das Album ist das erste vollkommen digitale Rock-Live-Album auf CD. Es erschien im August 1982 bei Polydor. Am 14. Februar 1982 war Saga die erste kanadische Band, die hinter dem Eisernen Vorhang auftrat. Die Band spielte in Budapest vor 10.000 Fans in der neuen Sportarena Sportcsarnok.
Rupert Hine produzierte ein weiteres Album mit Saga in den Farmyard Studios. Heads or Tales erschien 1983. Die Band wählte Suhl (damals DDR) für den Auftakt der Heads or Tales-Tour. Das Fernsehen der DDR sendete das komplette Konzert und Interviews im Rahmen des Jugendfernsehens. Im November 1983 spielte Saga in den Vereinigten Staaten 17 Shows als Vorband für Eddie Money. Das war die bislang letzte größere Tour in Nordamerika.
Anfang 1984, nach ausgedehnten Touren, siedelte die Band auf die Bahamas über. Dort wurde in den Compass Point Studios das nächste Album Behaviour vorbereitet, das ab November in den Powerplay Studios in der Nähe von Zürich aufgenommen wurde. Saga wechselte zu BMG Ariola (in Europa) und Portrait (UK und USA). Behaviour erschien im Juli 1985, und damit ein radikaler Wechsel in Sound und Stil. Saga orientierte sich nun am AOR, und das Album war für den US-amerikanischen Markt konzipiert. Im Sommer 1985 spielte Saga vor 90.000 Zuschauern bei Rock am Ring. Im November 1985 reiste die Band zu Fernsehaufnahmen für Peters Pop Show – Extra in der Westfalenhalle nach Dortmund. Das Jahr 1986 begann mit einer ausgedehnten Europatournee von Januar bis April. Die letzte Show am 2. April 1986 in Stockholm war die Abschiedsshow für Steve Negus und Jim Gilmour. Im September gab die Band den Ausstieg der beiden Musiker bekannt.
Während sich Negus und Gilmour auf das neue Gilmour Negus Project (GNP), konzentrierten – das Album erschien im September 1989 – arbeiteten die verbliebenen drei Bandmitglieder an ihrem ersten Album als Trio. Unter Mitwirkung von Curt Cress (Falco, Passport) am Schlagzeug wurde Wildest Dreams in Los Angeles aufgenommen und von Keith Olsen produziert. Das Album erschien im September 1987. Obwohl die Single Only Time Will Tell in Kanada einen Achtungserfolg erzielte, vor allem durch die Rotation bei MTV, blieb der angestrebte Erfolg aus. Saga ging 1988 erstmals mit Gastmusikern auf Tour: Trevor Morell (Wham!) am Schlagzeug und Tim Moore (Bros) am Keyboard.
In dieser Zeit wuchs die Freundschaft zwischen Keith Olsen und Jim Crichton. Crichton gründete sein eigenes Sound Image Studio in Van Nuys. Dort wurden nun fast alle folgenden Saga-Alben aufgenommen. The Beginner’s Guide to Throwing Shapes folgte 1989 als nächstes Studioalbum, erneut mit Cress am Schlagzeug. Kurz nach der Veröffentlichung engagierte die Band den Schlagzeuger Graham Lear (Santana) und den Keyboarder Richard Baker (Gino Vannelli, Santana) als Gastmusiker für die anstehende Europatournee 1990.

### Die 1990er Jahre
1990 beendete Saga die geschäftlichen Beziehungen zu Manager Clive Corcoran. 1992 gab es ein klärendes Gespräch mit Jim Gilmour und Steve Negus, und die Pläne für ein neues gemeinsames Saga-Album entstanden. 1992 spielte Saga erneut bei Rock am Ring. Das 1993 veröffentlichte Album The Security Of Illusion kehrte mit kraftvollen Rocksongs und einfühlsamen Balladen zu früheren Klängen zurück. Nicht so allerdings das 1994 erschienene nächste Album Steel Umbrellas, eine Auftragsarbeit für eine Fernsehserie namens Cobra. Die Serie wurde nach wenigen Sendungen eingestellt, und das Album floppte. 1995 und 1996 folgen ausgedehnte Touren in Europa. Auch Puerto Rico und Kanada wurden bereist. Dabei wurde die Band durch den deutschen Gitarristen Marcus Deml als Tourgitarristen unterstützt.
1995 erschien die interaktive CD Softworks (A retrospective of Saga – past, present, and beyond) und das Konzeptalbum Generation 13. Die Rockoper basiert auf dem Buch 13th Gen: Abort, Retry, Ignore, Fail? von Neil Howe und William Strauss. Das Album nimmt sich des Themas Verlorene Generation am Beispiel des jungen Jeremy an. 1997 feierte die Band ihr zwanzigjähriges Jubiläum. Zum Tourstart im April erschien das Studioalbum Pleasure & The Pain, unter anderem mit einem Cover des Songs Taxman von George Harrison. Steve Negus konnte das Album aus Termingründen nicht einspielen und wurde von Glen Sobel vertreten. Michael Sadler und Jim Gilmour wurden gesanglich von Thomas Korge unterstützt. Das Album fand allerdings kaum Gefallen bei den Fans.
Es folgte das Album Phase One, eigentlich eine Limited Edition, die am Merchandisestand verkauft wurde, aber nun nachgepresst und mit einem Bonustrack, einer Live-Version von You’re Not Alone in den Handel kam. Es beinhaltet einige Demo-Aufnahmen und vorher nie veröffentlichte Versionen des 1979er-Albums Images At Twilight. Saga wechselte zur Plattenfirma SPV. Die 20th Anniversary Tour wurde mitgeschnitten und 1998 auf dem Doppel-Live-Album Detours veröffentlicht. In den nächsten Jahren erschienen noch zwei weitere Alben im „Original-Saga-Sound“: 1999 Full Circle und 2001 House of Cards.

### Die Jahrtausendwende
In den Jahren 1999 bis 2001 wurden ausgedehnte Europatourneen unternommen. Während der House of Cards-Tour 2001 erlitt Sadler diverse Zusammenbrüche und fiel fast ins Koma – ein Resultat seiner Alkoholkrankheit. Im Mai 2002 begab er sich deshalb in klinische Behandlung. Zum einzigen Deutschland-Konzert, im Juni 2002 auf dem Bonner Museumsplatz anlässlich des 25. Bandbestehens, begleitete ihn seine Frau. Danach kehrt er wieder in die Klinik zurück. Das Konzert wurde aufgezeichnet und mit dem Titel All Areas – Live in Bonn im Dezember 2004 auf DVD veröffentlicht. Im August 2002 spielte Saga drei Shows in Kanada und im Oktober eine Show in Puerto Rico. Negus arbeitete 2002 an den Remasters der gesamten Saga-LPs (außer Wildest Dreams, deren Rechte immer noch bei Warner liegen). Die Band schrieb in der zweiten Hälfte des Jahres das nächste Studioalbum Marathon, das Anfang 2003 veröffentlicht wurde. Es ist das erste Saga-Album, das nicht als Gemeinschaftswerk entstand. Die Daten wurden über das Internet zu den anderen Bandmitgliedern geschickt. Während der Europatour 2003 wurde im März die erste Saga-DVD Silhouette veröffentlicht. Im Juni 2003 erklärte Steve Negus seinen Ausstieg bei Saga. Er kündigte die Show in Hamilton (Ontario), am 12. Juli 2003 als seinen letzten Auftritt mit der Band an.
Saga fand im August 2003 mit Christian Simpson (David Usher, Edwin, Micro Maureen) einen neuen Schlagzeuger. Er war am nächsten Album Network beteiligt, das wieder in althergebrachter Weise im Beisein der ganzen Band entstand und im September 2004 erschien. 2005 war ein schwieriges Jahr für Saga. Die Band trennte sich nach verschiedenen Differenzen von ihrem langjährigen Manager Michael Ellis, und im September wurde klar, dass Christian Simpson aufgrund einer Dystonie seines linken Arms nach der Sommertour nicht weiter Schlagzeug spielen konnte. Sein Nachfolger Brian Doerner (Helix) gab im Oktober 2005 sein Debüt während einer Live-Aufzeichnung im kanadischen Fernsehen, ein paar Tage später gefolgt von einem Auftritt bei der Sat.1-Produktion Hitgiganten in Berlin. Eine kurze Herbsttour wurde genutzt, um im Z7 in Pratteln in der Schweiz das komplette Album Worlds Apart als DVD aufzunehmen. Es erschien im April 2007 unter dem Titel Worlds Apart Revisited. Zwischenzeitlich übernahmen Geoff Kent und Mike Filsinger das Band-Management.
Kurz nach dem Einstieg von Brian Doerner begann die Band ein neues Album zu schreiben. Sie entschied sich für die kanadischen Metalworks Studios, deren Manager Paul Gross war. Das Album Trust erreichte im April 2006 bei Veröffentlichung Platz 23 der deutschen Albumcharts. Es war das erste Album bei dem neuen Label InsideOut Music. Nach einer ausgedehnten Europatour 2006 im Sommer fiel Brian Doerner für die Dezember-Termine aufgrund einer Rückenerkrankung aus. Steve Negus sprang kurzfristig ein. 2007, im Jahr des 30. Bandjubiläums, spielte die Band einige Festivals in Deutschland und Norwegen, gefolgt von Shows in Puerto Rico und Kanada, um dann zu einer ausgedehnten Europatour aufzubrechen.
Brian Doerner erlitt nach einer der Sommershows in Kanada einen Herzanfall und wurde danach erneut von Steve Negus in Kanada und von Chris Sutherland (Kim Mitchell Band) auf Tour in Europa vertreten. Bereits im Januar 2007 erklärte Sadler, dass er die Band Ende des Jahres verlassen wolle. Im Gepäck hatte Saga das neue Studioalbum 10.000 Days, eine Rückschau auf die letzten 30 Jahre der Band. Sadler stand im Dezember 2007 in Puerto Rico zum letzten Mal mit Saga auf der Bühne. Im Januar 2008 erschien die erste Saga-Biografie in Buchform: So Good, So Far – Saga The Biography, geschrieben von Edwin Ammerlaan.
Für die Suche nach einem neuen Sänger nutzte Saga das Internet und bat um Videobewerbungen. Den Platz am Mikrofon nahm Rob Moratti (Final Frontier) aus Toronto ein. Sein erstes Konzert mit Saga war am 20. Juni 2008 in Mount Forest, Ontario. Das neue Studioalbum The Human Condition war Morattis erste CD mit Saga. Brian Doerner hatte die Aufnahmen dazu mit der Band fertiggestellt, konnte aber aufgrund seiner Herzerkrankung 2009 nicht auf Tour gehen und wurde wieder von Chris Sutherland vertreten.

### Die 2010er und 2020er Jahre
Im Januar 2011 kehrte Michael Sadler zur Band zurück. Von Mai bis November 2011 ging die Gruppe erneut auf Welttournee und spielte dabei in Deutschland einige Konzerte mit Marillion. Nach dem Wechsel von Inside Out zu Edel Records erschien dort im November 2011 ein Live-Album mit dem Titel Heads or Tales Live, das noch mit Moratti aufgezeichnet worden war. Zum Ende des Jahres 2011 trennte sich die Band von Schlagzeuger Brian Doerner. Im Juli 2012 trat sein Nachfolger Mike Thorne im Rahmen des Festivals Night of the Prog auf der Loreley zum ersten Mal mit der Band auf. Im Juni erschien ihr neues Album 20/20 auf CD und Vinyl. Ab November 2012 schloss sich erneut eine Tournee an, das Konzert in der Münchener Muffathalle wurde für eine weitere Live-DVD mitgeschnitten.
Mit der ersten Saga-Blu-ray Spin It Again – Live in Munich im Gepäck, reiste die Band im Oktober 2013 wieder nach Europa und spielte auf Einladung des deutschen Rundfunksenders SWR anlässlich des 30. Jubiläums der Hanns-Martin-Schleyer-Halle in Stuttgart. Im Frühjahr 2014 ging die Band in Miami an Bord der MSC Divina und spielte im Rahmen der Rockkreuzfahrt Cruise to the Edge. Im Anschluss folgte eine Tour mit der englischen Band Magnum. Das 21. Studioalbum Sagacity erschien im Juni 2014.
Im Januar 2017 gab Sadler bekannt, dass sich die Band einvernehmlich dazu entschlossen habe, sich nach dem Ende der geplanten Tournee 2017 zu trennen. Auch gab er an, dass bei der Kreuzfahrt Cruise to the Edge im Februar 2018 ein Auftritt stattfinden würde. Zunächst war ihr letztes offizielles Konzert im Oktober 2018 im Luis A. Ferré Performing Arts Center in San Juan in Puerto Rico. Es folgten weitere Auftritte bei Cruise to the Edge. Zwei Konzerte fanden im April 2019 in Montréal und in Québec statt. Trotz der angekündigten Band-Auflösung spielten Saga im Sommer 2019 in Deutschland fünf Konzerte. Als neues Bandmitglied wurde Dusty Chesterfield am Bass vorgestellt. Weitere Konzerte wurden bis in den Sommer 2020 hauptsächlich für Europa offiziell angekündigt, von denen die ersten auch stattfanden. Weitere Konzerte fielen aufgrund der Corona-Pandemie aus bzw. wurden verschoben. Sadler widersprach mittlerweile, dass sich die Band jemals trennen wollte und führte diese Meinung auf von den Medien und der Presse falsch interpretierte Aussagen zurück.
Im August 2020 teilte Michael Sadler auf Facebook mit, dass momentan ein neues Saga-Album abgemischt werde. Symmetry wurde im März 2021 veröffentlicht. Es enthält Akustikversionen bereits veröffentlichter Songs, teilweise in Form von Medleys oder ergänzt um neue Zwischenspiele. Die Idee entstand auf der 40-Jahre-Jubiläumstournee 2017, bei der die Band als eigene Vorgruppe Pockets akustisch auftrat.

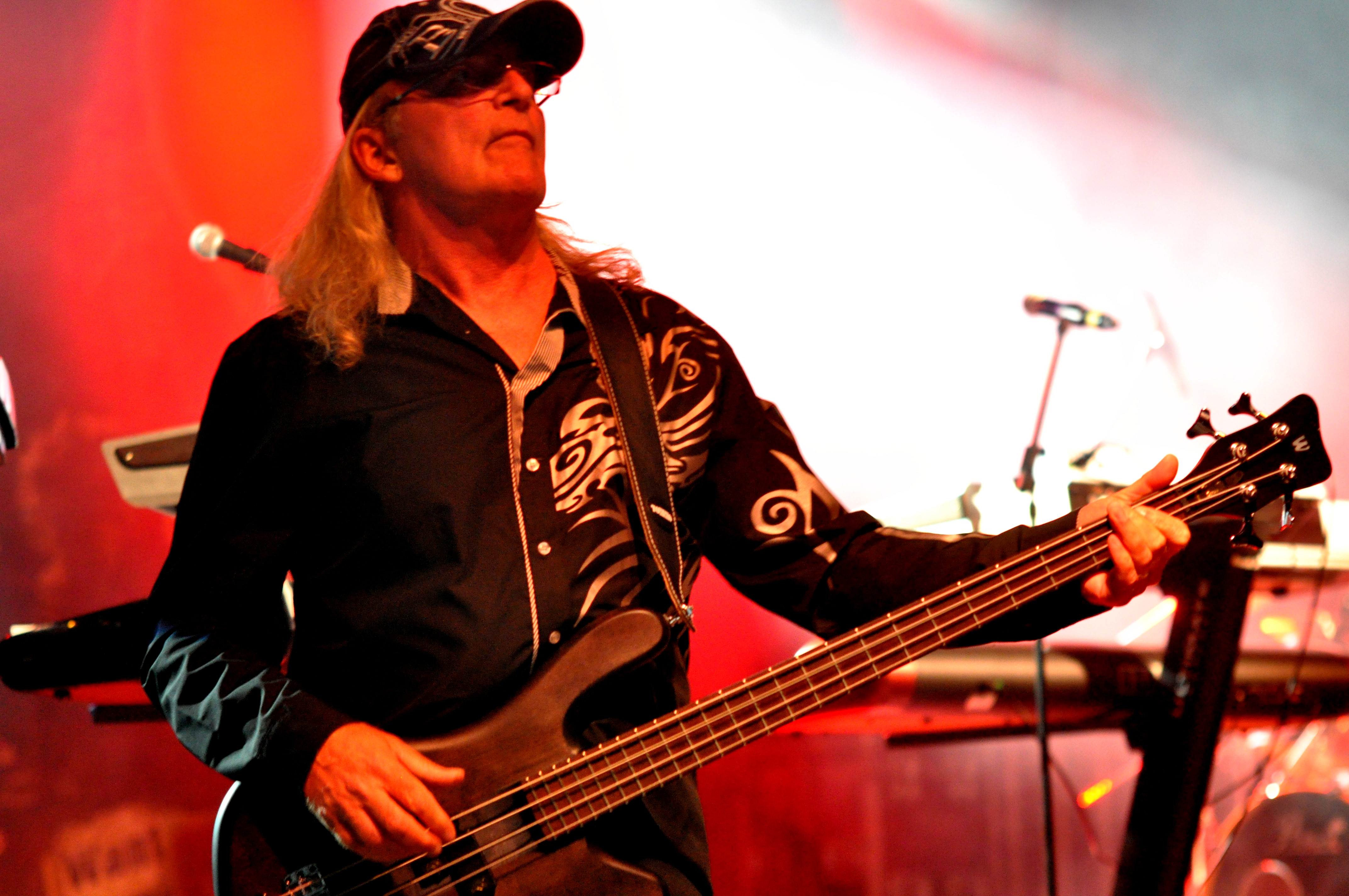
Jim Crichton
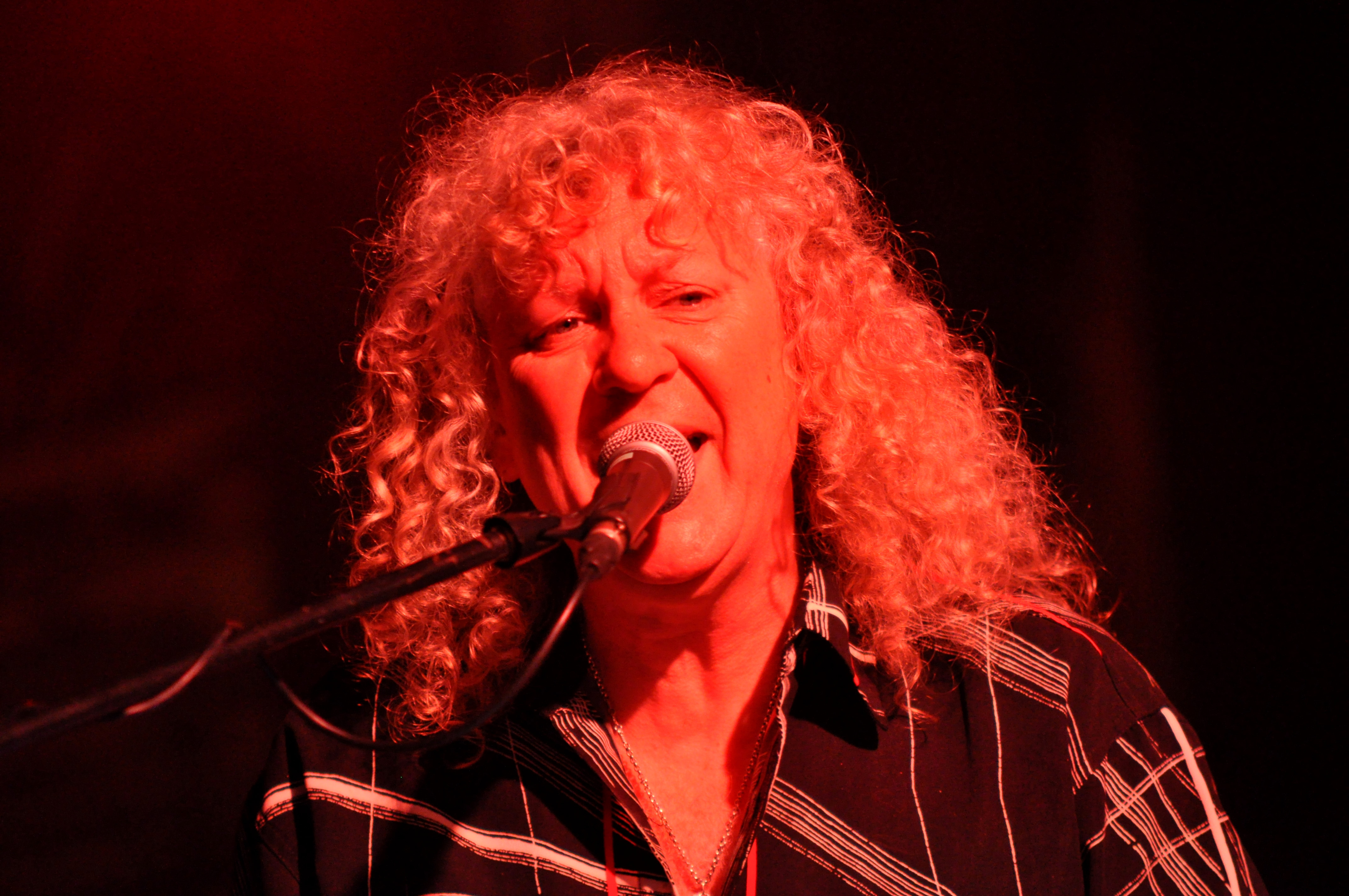
Jim Gilmour
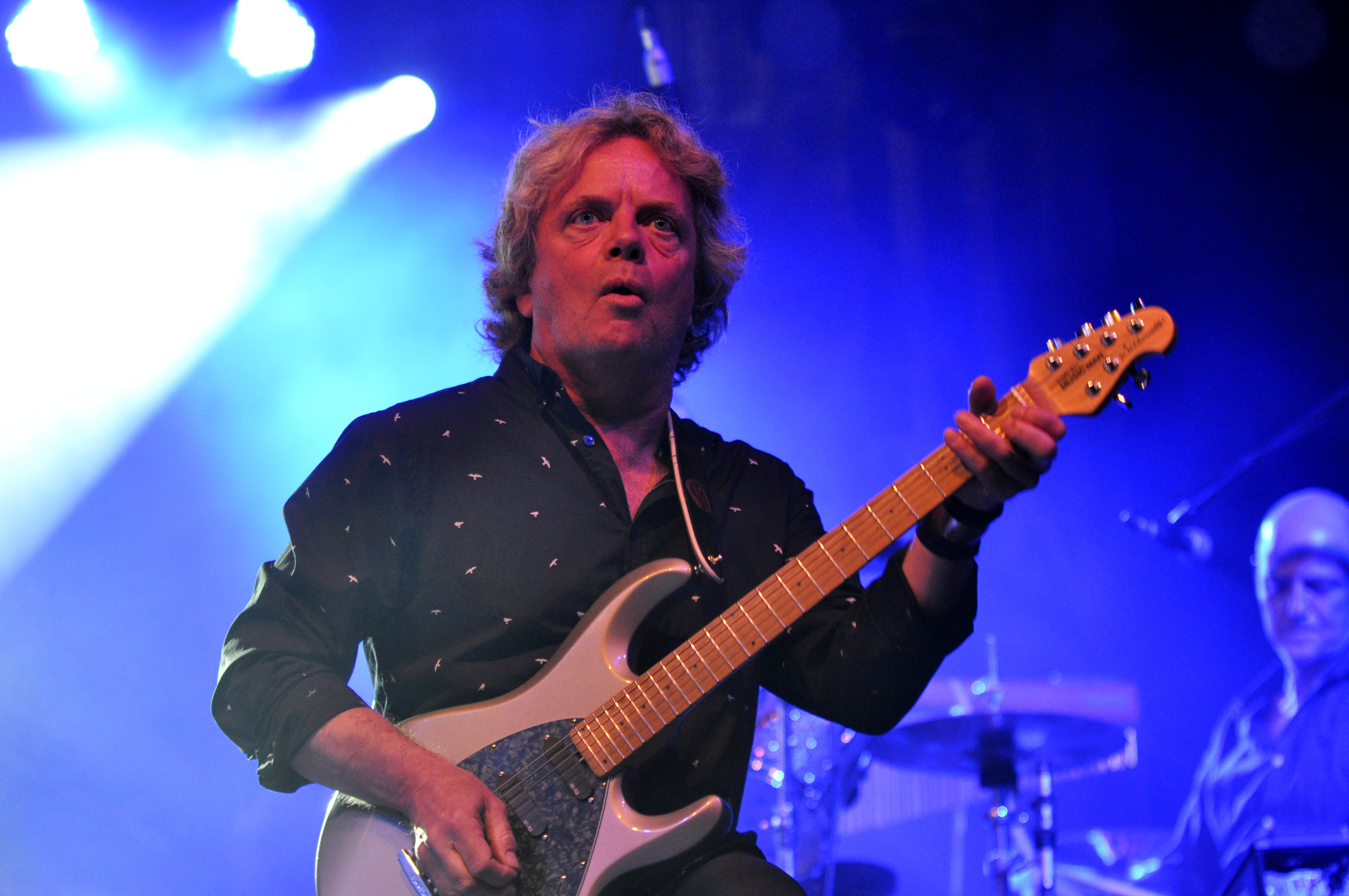
Ian Crichton
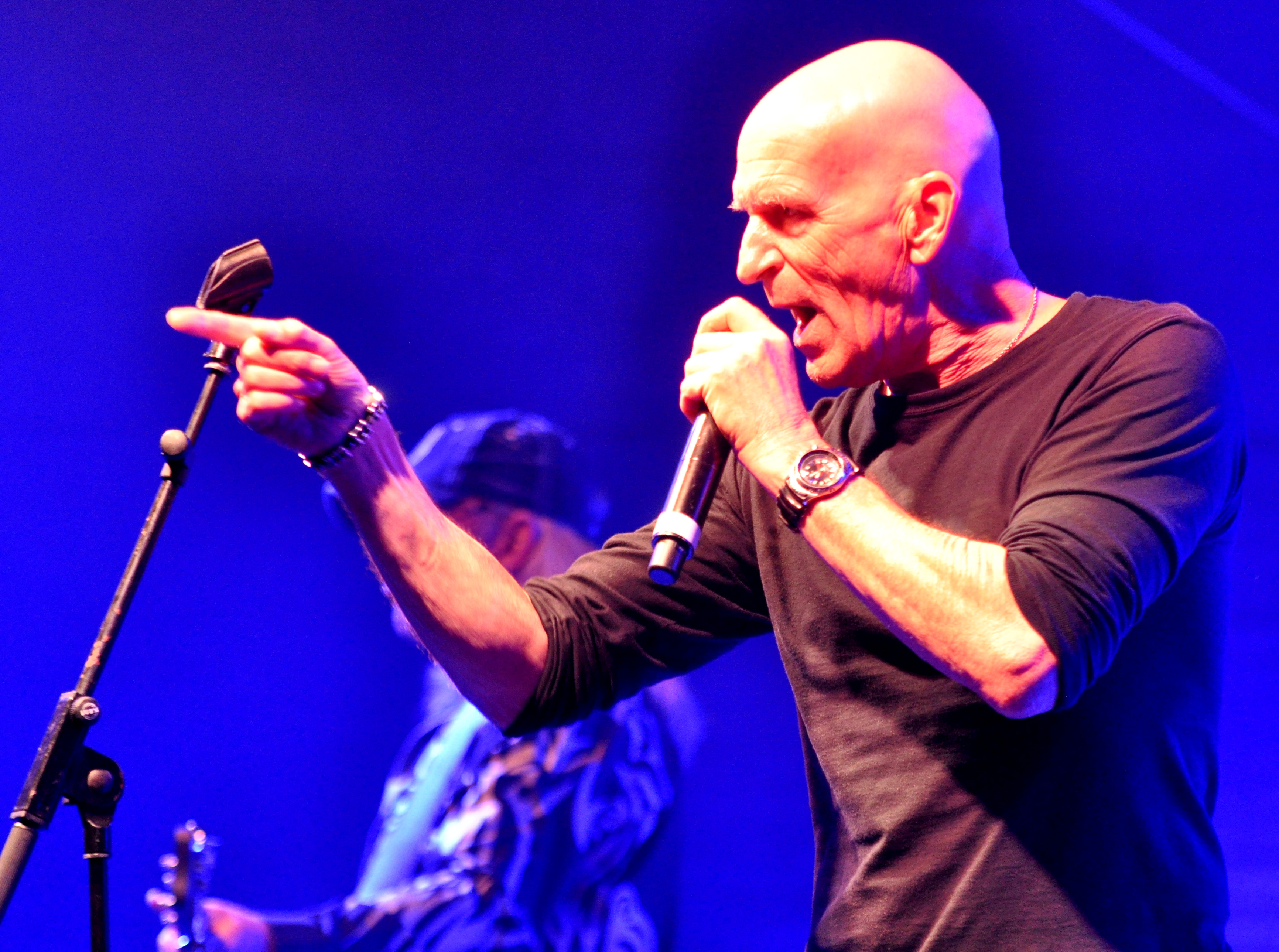
Michael Sadler
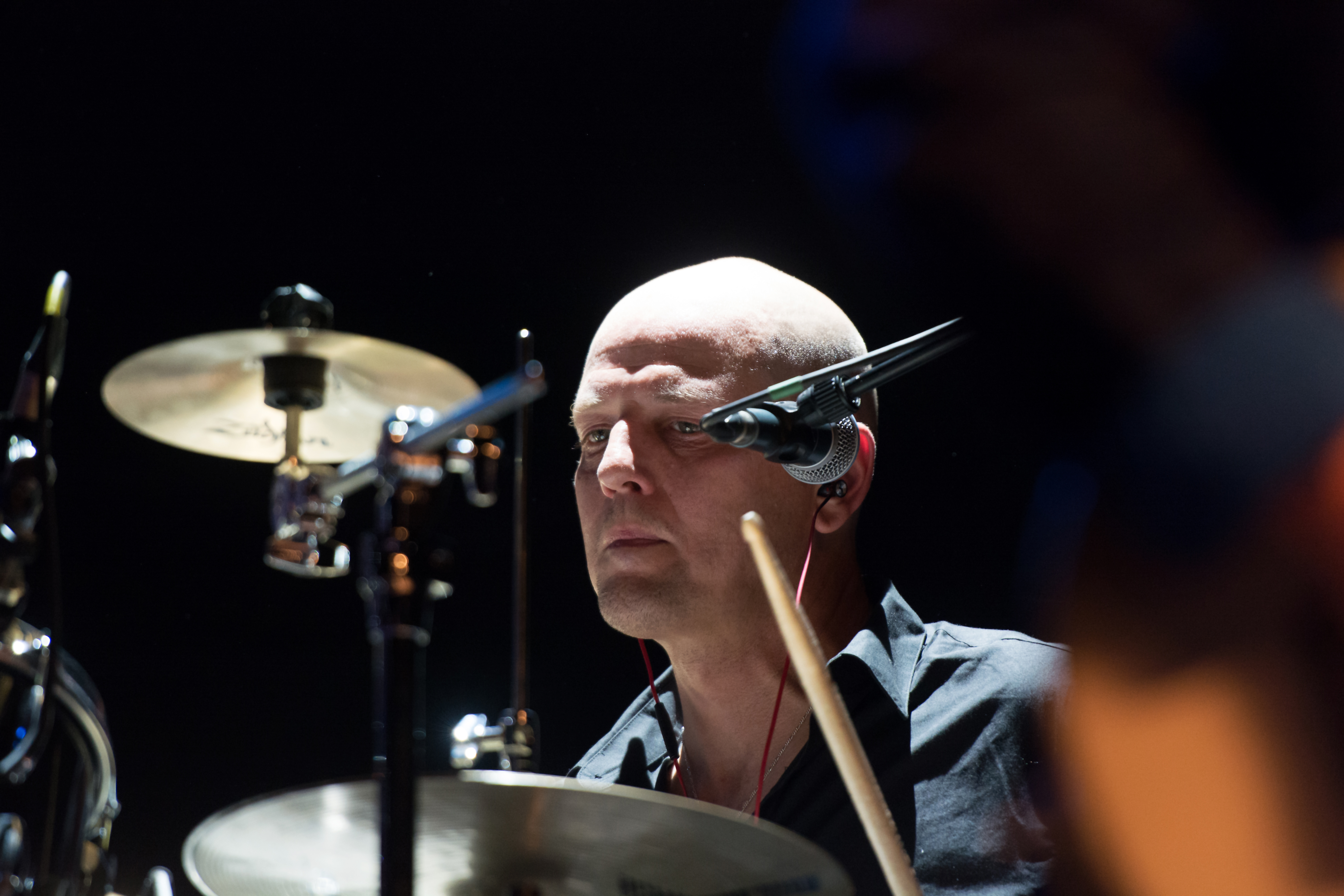
Mike Thorne

## The Chapters
Die Geschichte hinter den Chapters entstand, als Jim Crichton Ende der 1970er Jahre einen Artikel in einer Zeitschrift las, in dem berichtet wurde, dass Albert Einsteins Gehirn konserviert und zu Studienzwecken im Smithsonian Institute aufbewahrt wurde. Zu dieser Zeit wurde viel über Atomkriege und den Kalten Krieg gesprochen, und das Jahrzehnt der Star-Wars-Filme begann. Die Geschichte sollte in Kapiteln erzählt und diese wie ein Puzzle auf vier Alben verteilt werden. Im Laufe der Jahre wurde viel interpretiert und spekuliert. Jim Crichton gab jedoch nie die ganze Geschichte hinter den Chapters preis.
Er sprach von der Idee, dass Außerirdische das Leben auf der Erde beobachten und eine gewisse Selbstzerstörung der Erdenbewohner feststellen müssen. So entscheiden sie, jemanden auf die Erde zu bringen, um die Erde und ihre Bewohner wieder auf den richtigen Kurs zu bringen. Schnell stellen sie fest, dass die einzige Person für diesen Auftrag Einstein ist. Der Plan ist, ihm einen Körper zu geben (zu sehen auf dem Cover des ersten Saga-Albums), der es ihm möglich macht, ins Leben zurückzukehren und das zu tun, was nötig ist, um die Erde zu retten. Im ersten Kapitel ist Einstein ein alter Mann am Rande des Wahnsinns, vergeblich versuchend, einen Sinn in seinem Leben zu sehen. Er malt auf dem Bürgersteig Bilder von Personen und Dingen, die auf seinen Lebensweg Einfluss hatten. Der Regen, der die Bilder wegwäscht, steht für Einsteins Tod.
Jim Crichton, Los Angeles 1995 (veröffentlicht auf der Interaktiven CD Softworks)
- Chapter 1: Images (Images at Twilight, 1979)
- Chapter 2: Don’t Be Late (Silent Knight, 1980)
- Chapter 3: It’s Time! (Images at Twilight, 1979)
- Chapter 4: Will It Be You? (Saga, 1978)
- Chapter 5: No Regrets (Worlds Apart, 1981)
- Chapter 6: Tired World (Saga, 1978)
- Chapter 7: Too Much to Lose (Silent Knight, 1980)
- Chapter 8: No Stranger (Worlds Apart, 1981)
- Chapter 9: Remember When (Full Circle, 1999)
- Chapter 10: Not This Way (Full Circle, 1999)
- Chapter 11: Ashes to Ashes (House of Cards, 2001)
- Chapter 12: You Know I Know (Marathon, 2003)
- Chapter 13: Uncle Albert’s Eyes (Full Circle, 1999)
- Chapter 14: Streets of Gold (Marathon, 2003)
- Chapter 15: We’ll Meet Again (House of Cards, 2001)
- Chapter 16: Worlds Apart (Marathon, 2003)

Die Idee einer Verbindung zwischen Einstein und Außerirdischen wurde auch schon in dem Science-Fiction-Spielfilm Unheimliche Begegnung der dritten Art (1977) von Steven Spielberg thematisiert.

## Diskografie

### Studioalben
| Jahr | Titel                                   | Höchstplatzierung, Gesamtwochen, AuszeichnungChartplatzierungen (Jahr, Titel, Platzierungen, Wochen, Auszeichnungen, Anmerkungen) | Höchstplatzierung, Gesamtwochen, AuszeichnungChartplatzierungen (Jahr, Titel, Platzierungen, Wochen, Auszeichnungen, Anmerkungen) | Höchstplatzierung, Gesamtwochen, AuszeichnungChartplatzierungen (Jahr, Titel, Platzierungen, Wochen, Auszeichnungen, Anmerkungen) | Höchstplatzierung, Gesamtwochen, AuszeichnungChartplatzierungen (Jahr, Titel, Platzierungen, Wochen, Auszeichnungen, Anmerkungen) | Höchstplatzierung, Gesamtwochen, AuszeichnungChartplatzierungen (Jahr, Titel, Platzierungen, Wochen, Auszeichnungen, Anmerkungen) | Anmerkungen                                      |
| Jahr | Titel                                   | DE | AT | CH | US | CA | Anmerkungen                                      |
| ---- | --------------------------------------- | --- | --- | --- | --- | --- | ------------------------------------------------ |
| 1978 | Saga                                    | — | — | — | — | — | Erstveröffentlichung: Juni 1978                  |
| 1979 | Images at Twilight                      | — | — | — | — | — | Erstveröffentlichung: Oktober 1979               |
| 1980 | Silent Knight                           | — | — | — | — | CA42 (… Wo.)CA | Erstveröffentlichung: November 1980              |
| 1981 | Worlds Apart                            | DE9 Gold · (44 Wo.)DE | — | — | US29 Gold · (36 Wo.)US | CA22 (… Wo.)CA | Erstveröffentlichung: 1. Oktober 1981            |
| 1983 | Heads or Tales                          | DE3 Gold · (24 Wo.)DE | — | CH4 (6 Wo.)CH | US92 (8 Wo.)US | CA17 (… Wo.)CA | Erstveröffentlichung: 1. September 1983          |
| 1985 | Behaviour                               | DE2 (16 Wo.)DE | AT29 (2 Wo.)AT | CH3 (11 Wo.)CH | US87 (10 Wo.)US | CA39 (… Wo.)CA | Erstveröffentlichung: August 1985                |
| 1987 | Wildest Dreams                          | DE18 (7 Wo.)DE | — | CH17 (3 Wo.)CH | — | CA77 (… Wo.)CA | Erstveröffentlichung: Oktober 1987               |
| 1989 | The Beginner’s Guide to Throwing Shapes | — | — | — | — | — | Erstveröffentlichung: Dezember 1989              |
| 1993 | The Security of Illusion                | DE46 (9 Wo.)DE | — | CH38 (1 Wo.)CH | — | — | Erstveröffentlichung: 27. Januar 1993            |
| 1994 | Steel Umbrellas                         | DE65 (6 Wo.)DE | — | CH39 (1 Wo.)CH | — | — | Erstveröffentlichung: 2. Mai 1994                |
| 1995 | Generation 13                           | DE89 (3 Wo.)DE | — | CH49 (1 Wo.)CH | — | — | Konzeptalbum Erstveröffentlichung: 26. Juni 1995 |
| 1997 | Pleasure and the Pain                   | DE93 (1 Wo.)DE | — | — | — | — | Erstveröffentlichung: 7. April 1997              |
| 1998 | Phase 1                                 | — | — | — | — | — | Erstveröffentlichung: 22. April 1998             |
| 1999 | Full Circle                             | DE44 (2 Wo.)DE | — | — | — | — | Erstveröffentlichung: 3. September 1999          |
| 2001 | House of Cards                          | DE34 (4 Wo.)DE | — | CH100 (1 Wo.)CH | — | — | Erstveröffentlichung: 12. Februar 2001           |
| 2003 | Marathon                                | DE40 (2 Wo.)DE | — | — | — | — | Erstveröffentlichung: 5. Februar 2003            |
| 2004 | Network                                 | DE78 (1 Wo.)DE | — | — | — | — | Erstveröffentlichung: 30. September 2004         |
| 2006 | Trust                                   | DE23 (3 Wo.)DE | — | — | — | — | Erstveröffentlichung: 21. April 2006             |
| 2007 | 10.000 Days                             | DE78 (1 Wo.)DE | — | — | — | — | Erstveröffentlichung: 19. Oktober 2007           |
| 2009 | The Human Condition                     | DE91 (1 Wo.)DE | — | — | — | — | Erstveröffentlichung: 27. März 2009              |
| 2012 | 20/20                                   | DE13 (2 Wo.)DE | — | — | — | — | Erstveröffentlichung: 6. Juli 2012               |
| 2014 | Sagacity                                | DE17 (2 Wo.)DE | — | CH32 (1 Wo.)CH | — | — | Erstveröffentlichung: 27. Juni 2014              |
| 2021 | Symmetry                                | DE11 (2 Wo.)DE | — | CH20 (1 Wo.)CH | — | — | Erstveröffentlichung: 12. März 2021              |

grau schraffiert: keine Chartdaten aus diesem Jahr verfügbar

### Livealben
| Jahr | Titel                                 | Höchstplatzierung, Gesamtwochen, AuszeichnungChartplatzierungen (Jahr, Titel, Platzierungen, Wochen, Auszeichnungen, Anmerkungen) | Höchstplatzierung, Gesamtwochen, AuszeichnungChartplatzierungen (Jahr, Titel, Platzierungen, Wochen, Auszeichnungen, Anmerkungen) | Höchstplatzierung, Gesamtwochen, AuszeichnungChartplatzierungen (Jahr, Titel, Platzierungen, Wochen, Auszeichnungen, Anmerkungen) | Höchstplatzierung, Gesamtwochen, AuszeichnungChartplatzierungen (Jahr, Titel, Platzierungen, Wochen, Auszeichnungen, Anmerkungen) | Höchstplatzierung, Gesamtwochen, AuszeichnungChartplatzierungen (Jahr, Titel, Platzierungen, Wochen, Auszeichnungen, Anmerkungen) | Anmerkungen                                                                                              |
| Jahr | Titel                                 | DE | AT | CH | US | CA | Anmerkungen                                                                                              |
| ---- | ------------------------------------- | --- | --- | --- | --- | --- | --- |
| 1982 | In Transit – Live                     | DE3 Gold · (29 Wo.)DE | — | — | — | — | Erstveröffentlichung: August 1982                                                                        |
| 1998 | Detours – Live                        | — | — | — | — | — | Erstveröffentlichung: 17. April 1998 Aufnahme von 1997 anlässlich des 20. Jubiläums                      |
| 2005 | Chapters Live                         | — | — | — | — | — | Erstveröffentlichung: 30. September 2005 Aufnahmen von 2003, Konzept-Doppelalbum                         |
| 2007 | Worlds Apart Revisited                | DE97 (1 Wo.)DE | — | — | — | — | Erstveröffentlichung: 27. April 2007 Live-Doppel-CD + Worlds Apart komplett live in Pratteln             |
| 2009 | Contact – Live In Munich              | DE80 (1 Wo.)DE | — | — | — | — | Erstveröffentlichung: 23. Januar 2009 Aufnahme des Abschiedskonzert von Michael Sadler (2007), Doppel-CD |
| 2011 | Heads or Tales Live                   | — | — | — | — | — | Erstveröffentlichung: 27. Mai 2011                                                                       |
| 2013 | Spin It Again! Live in Munich         | DE45 (1 Wo.)DE | — | — | — | — | Erstveröffentlichung: 27. September 2013                                                                 |
| 2016 | Live in Hamburg                       | — | — | — | — | — | Erstveröffentlichung: 2. September 2016                                                                  |
| 2018 | So Good So Far – Live at Rock of Ages | DE56 (1 Wo.)DE | — | — | — | — | Erstveröffentlichung: 28. September 2018                                                                 |

grau schraffiert: keine Chartdaten aus diesem Jahr verfügbar

### Kompilationen
| Jahr | Titel                                 | Höchstplatzierung, Gesamtwochen, AuszeichnungChartplatzierungen (Jahr, Titel, Platzierungen, Wochen, Auszeichnungen, Anmerkungen) | Höchstplatzierung, Gesamtwochen, AuszeichnungChartplatzierungen (Jahr, Titel, Platzierungen, Wochen, Auszeichnungen, Anmerkungen) | Höchstplatzierung, Gesamtwochen, AuszeichnungChartplatzierungen (Jahr, Titel, Platzierungen, Wochen, Auszeichnungen, Anmerkungen) | Höchstplatzierung, Gesamtwochen, AuszeichnungChartplatzierungen (Jahr, Titel, Platzierungen, Wochen, Auszeichnungen, Anmerkungen) | Höchstplatzierung, Gesamtwochen, AuszeichnungChartplatzierungen (Jahr, Titel, Platzierungen, Wochen, Auszeichnungen, Anmerkungen) | Anmerkungen                                                       |
| Jahr | Titel                                 | DE | AT | CH | US | CA | Anmerkungen                                                       |
| ---- | ------------------------------------- | --- | --- | --- | --- | --- | ----------------------------------------------------------------- |
| 1986 | Time’s Up                             | — | — | — | — | — |                                                                   |
| 1991 | The Works                             | DE18 (11 Wo.)DE | — | — | — | — | Erstveröffentlichung: 30. Oktober 1991                            |
| 1992 | Wind Him Up – Best                    | — | — | — | — | — | 1978–87 aufgenommen, Label: Zounds, alle Titel digital remastered |
| 1993 | All the Best                          | — | — | — | — | — |                                                                   |
| 1994 | The Very Best Of                      | — | — | — | — | — |                                                                   |
| 1994 | Defining Moments                      | — | — | — | — | — |                                                                   |
| 1995 | Wildest Dreams                        | — | — | — | — | — |                                                                   |
| 1997 | How Do I Look                         | — | — | — | — | — |                                                                   |
| 2006 | Remember When – The Very Best of Saga | — | — | — | — | — |                                                                   |
| 2017 | The Polydor Legacy                    | — | — | — | — | — |                                                                   |

### Singles als Leadmusiker
| Jahr | Titel Album                           | Höchstplatzierung, Gesamtwochen, AuszeichnungChartplatzierungen (Jahr, Titel, Album, Platzierungen, Wochen, Auszeichnungen, Anmerkungen) | Höchstplatzierung, Gesamtwochen, AuszeichnungChartplatzierungen (Jahr, Titel, Album, Platzierungen, Wochen, Auszeichnungen, Anmerkungen) | Höchstplatzierung, Gesamtwochen, AuszeichnungChartplatzierungen (Jahr, Titel, Album, Platzierungen, Wochen, Auszeichnungen, Anmerkungen) | Anmerkungen |
| Jahr | Titel Album                           | DE | US | CA | Anmerkungen |
| ---- | ------------------------------------- | --- | --- | --- | ----------- |
| 1979 | It’s Time Images at Twilight          | — | — | CA84 (7 Wo.)CA |             |
| 1981 | Wind Him Up Worlds Apart              | DE30 (20 Wo.)DE | US64 (8 Wo.)US | CA22 (6 Wo.)CA |             |
| 1981 | On the Loose Worlds Apart             | DE33 (4 Wo.)DE | US26 (18 Wo.)US | — |             |
| 1983 | The Flyer Heads or Tales              | DE19 (4 Wo.)DE | US79 (3 Wo.)US | — |             |
| 1984 | Scratching the Surface Heads or Tales | — | — | CA47 (6 Wo.)CA |             |
| 1985 | What Do I Know Behaviour              | DE65 (3 Wo.)DE | — | CA57 (14 Wo.)CA |             |
| 1987 | Only Time Will Tell Wildest Dreams    | — | — | CA93 (5 Wo.)CA |             |

### Singles als Gastmusiker
| Jahr | Titel Album   | Höchstplatzierung, Gesamtwochen, AuszeichnungChartplatzierungen (Jahr, Titel, Album, Platzierungen, Wochen, Auszeichnungen, Anmerkungen) | Höchstplatzierung, Gesamtwochen, AuszeichnungChartplatzierungen (Jahr, Titel, Album, Platzierungen, Wochen, Auszeichnungen, Anmerkungen) | Höchstplatzierung, Gesamtwochen, AuszeichnungChartplatzierungen (Jahr, Titel, Album, Platzierungen, Wochen, Auszeichnungen, Anmerkungen) | Anmerkungen           |
| Jahr | Titel Album   | DE | US | CA | Anmerkungen           |
| ---- | ------------- | --- | --- | --- | --------------------- |
| 2005 | Wind Him Up – | DE94 (1 Wo.)DE | — | — | Villa & Gant vs. Saga |

### Videoalben
- 2003: Silhouette (In Deutschland & Schweiz erschienen)
- 2003: Marathon World Tour 2003 (nur in Kanada erschienen)
- 2004: All Areas – Live in Bonn (In Schweiz & Deutschland erschienen)
- 2007: Worlds Apart Revisited (2DVD Live in Pratteln 2005 + das komplette Album Worlds Apart live)
- 2009: Contact – Live in Munich (2DVD Live in München 5. Dezember 2007)
- 2013: Spin It Again – Live in Munich

### Sonstiges
- 1995: Softworks – An Interactive Anthology (Adventure-Game zur Bandgeschichte)

## Auszeichnungen für Musikverkäufe
| Goldene Schallplatte - Kanada - 1982: für das Album Worlds Apart - 1983: für das Album Silent Knight - 1984: für das Album Head or Tales Platin-Schallplatte - Kanada - 1983: für das Album In Transit |

Anmerkung: Auszeichnungen in Ländern aus den Charttabellen bzw. Chartboxen sind in ebendiesen zu finden.
| Land/RegionAuszeichnungen für Musikverkäufe (Land/Region, Auszeichnungen, Verkäufe, Quellen) | Gold     | Platin  | Verkäufe | Quellen           |
| -------------------------------------------------------------------------------------------- | -------- | ------- | -------- | ----------------- |
| Deutschland (BVMI)                                                                           | 3× Gold3 | —       | 750.000  | musikindustrie.de |
| Kanada (MC)                                                                                  | 3× Gold3 | Platin1 | 250.000  | musiccanada.com   |
| Vereinigte Staaten (RIAA)                                                                    | Gold1    | —       | 500.000  | riaa.com          |
| Insgesamt                                                                                    | 7× Gold7 | Platin1 |          |                   |